# Progress M-04M
Progress M-04M (ryska: Прогресс М-04M) eller som NASA kallar den, Progress 36 eller 36P, var en rysk obemannad rymdfarkost som levererade förnödenheter, syre, vatten och bränsle till rymdstationen ISS. Den sköts upp med en Sojuz-U-raket från Kosmodromen i Bajkonur den 3 februari 2010 och dockade med ISS den 5 februari. 
Den lämnade stationen den 10 maj 2010 och brann upp i jordens atmosfär den 1 juli 2010.

### Fotnoter
1. ↑  ”NASA Space Science Data Coordinated Archive” (på engelska). NASA. https://nssdc.gsfc.nasa.gov/nmc/spacecraft/display.action?id=2010-003A. Läst 1 mars 2020.
2. ↑  Manned Astronautics - Figures & Facts Arkiverad 17 juni 2011 hämtat från the Wayback Machine., läst 15 juli 2016.